# Angola-vrijstaartvleermuis
De Angola-vrijstaartvleermuis (Mops condylurus, eerder Tadarida condylura) is een zoogdier uit de familie van de bulvleermuizen (Molossidae). De wetenschappelijke naam van de soort werd voor het eerst geldig gepubliceerd door A. Smith in 1833.

## Kenmerken
Alle leden van dit geslacht hebben gerimpelde lippen en een lange muizenstaart, die ver buiten de vlieghuid steekt. De lichaamslengte bedraagt 7 tot 8,5 cm, de staartlengte 4 cm en het gewicht 18 tot 35 gram.

## Leefwijze
Deze vleermuizen vliegen ’s avonds in enorme aantallen tegelijk uit, waardoor een individu minder kans loopt door een roofdier, zoals een uil, havik of slang, te worden gegrepen. Zelf vangen en eten ze hun prooi in de vlucht, waarna ze de harde delen laten vallen.

## Verspreiding
Deze vleermuis komt talrijk voor in de meest uiteenlopende habitats, van savanne tot tropisch bos in Madagaskar, Centraal-, westelijk- en Zuidoost-Afrika.